# Andrés Ulloa
Andrés David Ulloa Navarro es un ex- futbolista profesional venezolano. Actualmente es entrenador de porteros y su equipo actual es el Club Deportivo Hermanos Colmenares de la liga FutVen Primera División de Venezuela. También ha militado en el Portuguesa FC, Estudiantes de Mérida ,  ACD Lara, Llaneros de Guanare , Tucanes de Amazonas y Deportivo San Antonio.

## Clubes
| Club                  | País      | Año       |
| --------------------- | --------- | --------- |
| UPEL andina           | Venezuela | 2005-2006 |
| Portuguesa FC         | Venezuela | 2006-2007 |
| Estudiantes de Mérida | Venezuela | 2007-2008 |
| Llaneros FC           | Venezuela | 2008-2010 |
| Portuguesa FC         | Venezuela | 2010-2011 |
| Tucanes de Amazonas   | Venezuela | 2011      |
| Deportivo San Antonio | Venezuela | 2012      |